# Taylor Stevens
Pour les articles homonymes, voir Stevens.
Taylor Stevens, née en 1972, est une femme de lettres américaine, auteure de thriller.

## Biographie
Taylor Stevens est née dans les Enfants de Dieu et privée d'une éducation au-delà de la sixième année. Elle se libère de cette secte et se consacre à l'écriture.
En 2011, elle publie son premier roman, Dernière Piste (The Informationist) avec lequel elle est lauréate du prix Barry 2012 du meilleur premier roman. Elle y met en scène son héroïne, Vanessa Michael Munroe, fille de missionnaires américains en Afrique, travaillant au Texas. Avec deux autres romans de cette série, The Doll et The Mask, elle est à nouveau lauréate en 2014 et 2016 du prix Barry dans la catégorie meilleur thriller.

## Œuvre

### Romans

#### SérieVanessa Michael Munroe
- The Informationist (2011) Publié en français sous le titre Dernière Piste, traduit par Frédéric Grellier, Paris, Presses de la Cité, coll. « Sang d'encre », 2011  (ISBN 978-2-258-08517-6)
- The Innocent (2011)
- The Doll (2013)
- The Vessel (2014)
- The Catch (2014)
- The Mask (2015)

#### SérieJack and Jill
- Liars’ Paradox (2018)
- Liars’ Legacy (2019)

## Prix et distinctions

### Prix
- Prix Barry 2012 du meilleur premier roman pour Dernière Piste (The Informationist)[1]
- Prix Barry 2014 du meilleur thriller pour The Doll[1]
- Prix Barry 2016 du meilleur thriller pour The Mask[1]

### Nominations
- Prix Anthony 2012 du meilleur premier roman pour Dernière Piste (The Informationist)[2]
- Prix Macavity 2012 du meilleur premier roman pour Dernière Piste (The Informationist)[3]